# Polexima varicornis
Polexima varicornis es una especie de insecto coleóptero de la familia Chrysomelidae.
Fue descrita científicamente en 1903 por Jacoby.